# Щепятина
Щепятина (Щепятино) — деревня в Брасовском районе Брянской области, в составе Веребского сельского поселения. 
 Расположена в 4 км к востоку от села Турищево, в 1 км от границы с Орловской областью. Постоянное население с 2008 года отсутствует.

## История
Упоминается с XVII века в составе Самовской волости Карачевского уезда, в 1778—1782 в Луганском уезде. С 1782 по 1928 гг. — в Дмитровском уезде Орловской губернии (с 1861 — в составе Турищевской, позднее Веребской волости; с 1923 в Глодневской волости).
Состояла в приходе села Турищева; в 1900 году была открыта школа грамоты (позднее преобразованная в церковно-приходскую). В XIX веке — владение Тимоновых, Малишевских, Ивановых и других (сельцо).
С 1929 года — в Брасовском районе. С 1920-х гг. по 1954 и в 1997—2005 гг. в Турищевском сельсовете, в 1954—1997 в Чаянском сельсовете.

## Население
| Годы      | 1858 | 1866 | 1878 | 1897 | 1920 | 1926 | 1979 | 1989 | 2002 | 2010 |
| --------- | ---- | ---- | ---- | ---- | ---- | ---- | ---- | ---- | ---- | ---- |
| Население | 208  | 419  | 446  | 640  | 776  | 659  | 83   | 36   | 11   | 0    |

## Макарий Оптинский
В селе жил будущий Макарий Оптинский.